# Theodor Gottlieb von Hippel
Theodor Gottlieb von Hippel (Gerdauen, 31 gennaio 1741 – Königsberg, 23 aprile 1796) è stato uno scrittore tedesco autore di opere basate su una profonda conoscenza e osservazione dei sentimenti umani. Esponente dell'Illuminismo tedesco fu noto per i suoi scritti di critica sociale. Membro della commissione che redasse il nuovo codice civile prussiano, ricoprì anche la carica di borgomastro di Königsberg. Sostenitore dell'eguaglianza civile delle donne, fu amico di Immanuel Kant..

## Biografia

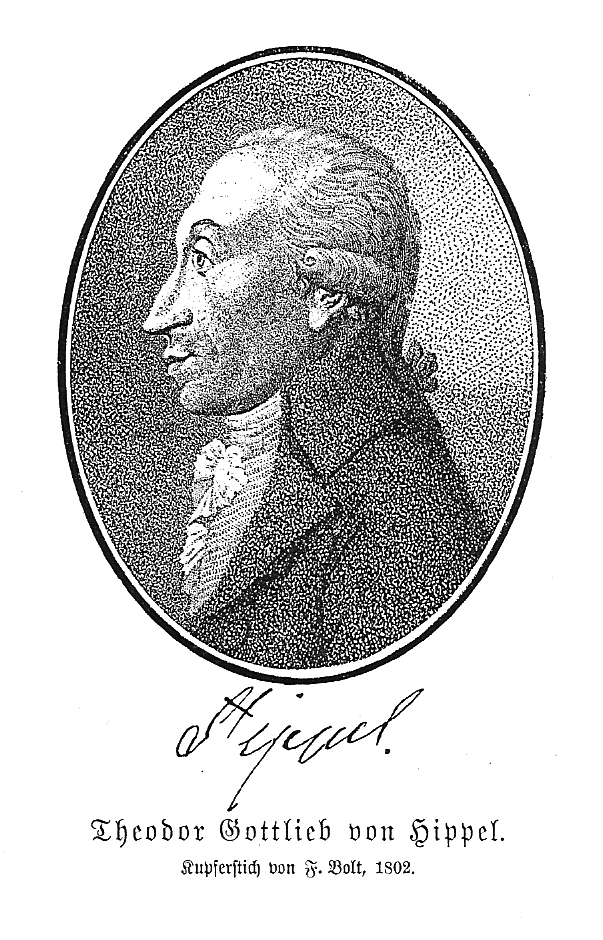
Ritratto di Theodor Gottlieb von Hippel

Hippel nacque nel Regno di Prussia a Gerdauen, dove suo padre era rettore di una scuola. Ebbe una buona formazione culturale domestica e nel suo sedicesimo anno fu ammesso all'Università di Königsberg come studente di teologia. Tra i suoi maestri vi era il filosofo Immanuel Kant con cui si legò d'amicizia. Partecipava regolarmente alla tavola di Kant, dove come primo cittadino della città sedeva in un posto d'onore. Contrariamente a Kant, Hippel si considerava un cristiano che tuttavia criticava i rappresentanti contemporanei delle chiese e che per molti aspetti condivideva lo scetticismo tipico dell'Illuminismo. Come altri rappresentanti illuministi che si opposero all'approccio razionalista di Kant ai temi religiosi, von Hippel operava una distinzione tra i dogmi delle Chiese e l'unità di ragione, sentimento e fede. 

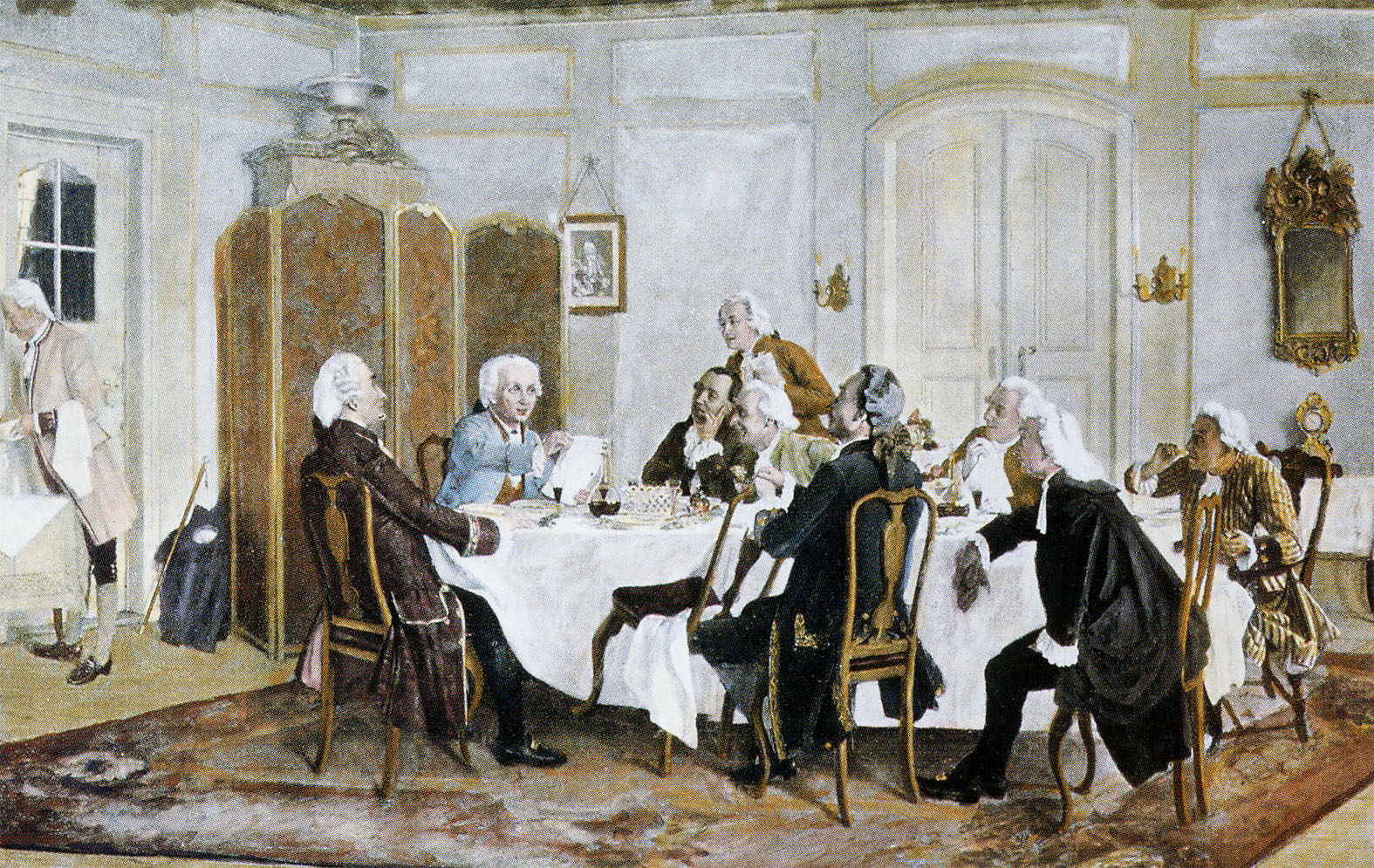
Kant in conversazione con i suoi amici fra cui: Christian Jakob Kraus, Johann Georg Hamann, Theodor Gottlieb von Hippel e Karl Gottfried Hagen

Interrotti gli studi, si recò, su invito di un amico, a San Pietroburgo, dove fu introdotto alla brillante corte dell'imperatrice Caterina II. Tornato a Königsberg lavorò come insegnante privato in una famiglia ma, innamoratosi di una giovane donna di alta posizione sociale, lasciò l'insegnamento privato e si dedicò con entusiasmo agli studi legali. Ebbe così tanto successo nella sua professione che nel 1780 fu nominato borgomastro a Königsberg e nel 1786 consigliere della guerra e infine governatore della città. Mentre ascendeva la scala sociale la sua inclinazione per il matrimonio svanì e dimenticò la donna che aveva stimolato la sua ambizione. Morì a Königsberg il 23 aprile 1796, lasciando in eredità una notevole fortuna.
Hippel aveva uno straordinario talento, era ricco di ingegno e fantasia ma il suo carattere era pieno di contrasti e contraddizioni: in lui si mescolavano la cautela e la passione ardente, la moralità e la sensualità, la semplicità e l'ostentazione; di conseguenza, le sue produzioni letterarie, pubblicate sotto pseudonimo e note solo gli amici a conoscenza della sua attività letteraria, mancano di una rifinitura artistica.
Nel suo capolavoro, il romanzo Lebensläufe nach aufsteigender Linie (1778-1781), in tre volumi, si propose di descrivere la vita di suo padre e quella di suo nonno, ma alla fine si limitò alla sua stessa biografia, intrisa di pietismo e nello stesso tempo di umorismo e di buoni sentimenti. Nell'opera compaiono personaggi a lui ben noti insieme a una massa di riflessioni eterogenee sulla vita e la filosofia. In un altro romanzo, Kreuz e Querzüge des Ritters A bis Z (1793-1794), descrisse con forte accento ironico le insensatezze dell'orgoglio nobiliare con la sua avidità di titoli, di decorazioni e di altri simili riconoscimenti.
Tra le sue opere più conosciute sono annoverate Über die Ehe (1774) e Über die bürgerliche Verbesserung der Weiber (1792). In quest'ultimo saggio, Hippel sostiene che i tratti naturali delle donne le rendono superiori per molte attività, in particolare per l'istruzione, agli stessi uomini. Secondo Jane Kneller (1954), studiosa specialista di studi kantiani e della teoria estetica femminista, «affermazione centrale» di Hippel in questo saggio è che «l'esclusione delle donne dalla sfera pubblica è una parodia della giustizia che impedisce il progresso dell'umanità verso la civiltà vera e propria.». Timothy F. Sellner ha tradotto in inglese questo lavoro sotto il titolo Sul miglioramento della condizione delle donne;. Hippel è stato definito il precursore dello scrittore e pedagogista Jean Paul per le sue continue digressioni su temi scientifici.